# Silvia Valsecchi
Silvia Valsecchi (Lecco, 19 de julio de 1982) es una deportista italiana que compitió en ciclismo en las modalidades de pista, especialista en las pruebas de persecución, y ruta.
Ganó una medalla de bronce en el Campeonato Mundial de Ciclismo en Pista de 2018 y seis medallas en el Campeonato Europeo de Ciclismo en Pista entre los años 2014 y 2020.
En carretera obtuvo una medalla de bronce en el Campeonato Europeo de Ciclismo en Ruta de 2019, en la contrarreloj por relevos mixtos.
Participó en los Juegos Olímpicos de Río de Janeiro 2016, ocupando el sexto lugar en la prueba de persecución por equipos.

## Medallero internacional

### Ciclismo en pista
| Campeonato Mundial | Campeonato Mundial       | Campeonato Mundial | Campeonato Mundial      |
| Año                | Lugar                    | Medalla            | Competición             |
| ------------------ | ------------------------ | ------------------ | ----------------------- |
| 2018               | Apeldoorn (Países Bajos) | Medalla de bronce  | Persecución por equipos |
| Campeonato Europeo |                          |                    |                         |
| Año                | Lugar                    | Medalla            | Competición             |
| 2014               | Baie-Mahault (Francia)   | Medalla de bronce  | Persecución por equipos |
| 2016               | Saint-Quentin (Francia)  | Medalla de oro     | Persecución por equipos |
| 2017               | Berlín (Alemania)        | Medalla de oro     | Persecución por equipos |
| 2017               | Berlín (Alemania)        | Medalla de bronce  | Persecución individual  |
| 2018               | Glasgow (Reino Unido)    | Medalla de plata   | Persecución por equipos |
| 2020               | Plovdiv (Bulgaria)       | Medalla de bronce  | Persecución individual  |

### Ciclismo en ruta
| Campeonato Europeo | Campeonato Europeo     | Campeonato Europeo | Campeonato Europeo              |
| Año                | Lugar                  | Medalla            | Competición                     |
| ------------------ | ---------------------- | ------------------ | ------------------------------- |
| 2019               | Alkmaar (Países Bajos) | Medalla de bronce  | Contrarreloj por relevos mixtos |

## Palmarés
| 2005 - 3.ª en el Campeonato de Italia Contrarreloj 2006 - Campeonato de Italia Contrarreloj 2007 - 3.ª en el Campeonato de Italia Contrarreloj 2008 - 3.ª en el Campeonato de Italia Contrarreloj 2009 - 3.ª en el Campeonato de Italia Contrarreloj 2010 - 2.ª en el Campeonato de Italia Contrarreloj 2011 - 3.ª en el Campeonato de Italia en Ruta - 2.ª en el Campeonato de Italia Contrarreloj | 2012 - 1 etapa de la Vuelta a El Salvador - 2.ª en el Campeonato de Italia en Ruta 2013 - Grand Prix El Salvador - 3.ª en el Campeonato de Italia Contrarreloj 2015 - Campeonato de Italia Contrarreloj 2016 - 1 etapa del Tour de Bretaña Femenino - 3.ª en el Campeonato de Italia Contrarreloj 2017 - 3.ª en el Campeonato de Italia Contrarreloj - 1 etapa del Tour Cycliste Féminin International de l'Ardèche |